# Bottenskola
Med bottenskola avser i ett parallellskolsystem den skolform som utgör grunden för vidare skolgång i eventuella övriga skolformer. I Sverige föreslog Fridtjuv Berg 1883 i skriften Folkskolan såsom bottenskola att folkskolan skulle användas som bottenskola, och 1895 beslutade Sveriges riksdag att minst 3-årig folkskola skulle utgöra grunden för fortsatt skolgång vid läroverk., och i mitten av 1900-talet (1962) blev enhetsskolan/grundskolan bottenskola för vidare studier.

### Fotnoter
1. ↑  ”1880-talet”. Lärarnas historia. 27 februari 1883. Arkiverad från originalet den 6 maj 2015. https://web.archive.org/web/20150506160840/http://www.lararnashistoria.se/folkskolan_och_grundskolan_1880-talet. Läst 15 juni 2015.
2. ↑  Hans Högman. ”Den svenska skolans historia#Gymnasium”. Hasses hemsida. http://www.hhogman.se/skolhistoria.htm#Gymnasium. Läst 15 juni 2015.
3. ↑  ”Vår stolta historia”. Lärarförbundet. Arkiverad från originalet den 5 januari 2016. https://web.archive.org/web/20160105143513/https://www.lararforbundet.se/artiklar/var-stolta-historia. Läst 16 juni 2015.